# 泰陵選手村
泰陵選手村（テルンせんしゅむら、朝鮮語: 태릉선수촌）は、ソウル蘆原区孔陵洞に位置する、韓国の国立スポーツ研修施設 。
大韓体育会によって1966年6月30日に設立された以降、泰陵選手村は韓国におけるスポーツの中心地となっていた。選手村は10万平方メートルの敷地内に訓練施設、体育館、寮などの建物を24棟有する。選手村の訓練施設では陸上競技、体操、アーチェリー、テコンドー、レスリング、水泳などの訓練を行うことができる。